# پنتاکس ۶×۷
پنتاکس ۶×۷ (به انگلیسی: Pentax 6×7) یک دوربین عکاسی ساخت شرکت پنتاکس است.